# Coltello di selce
Il coltello di selce è un coltello-pugnale in pietra dura che ebbe diffusione in diverse civiltà preistoriche, nonché da alcune precolombiane dell'America Centrale, vicino ai territori dell'attuale Messico.

## Nelle civiltà centroamericane
Era usato soprattutto dai sacerdoti (Aztechi, Maya...) durante le festività per compiere sacrifici umani; è quindi da considerarsi a tutti gli effetti un'arma di tipo rituale. Spesso presenta quindi anche decorazioni molto elaborate a carattere religioso e/o sacro (figure umane o animali ad esempio) che lo rendono uno dei monili più preziosi che si possano rinvenire di tali civiltà. È anche uno dei venti simboli dei giorni del calendario azteco.